# Punt crític
|  | Aquest article tracta sobre l'estat químic. Vegeu-ne altres significats a «Punt crític (matemàtiques)». |

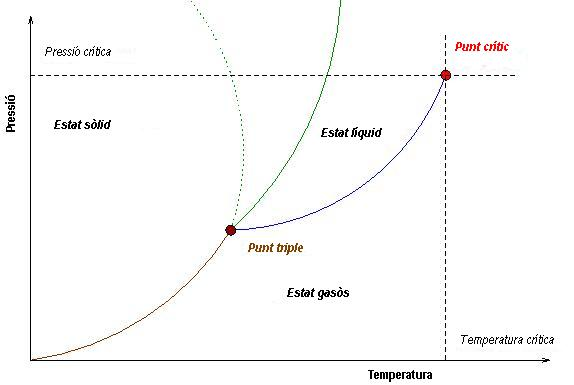
En un diagrama típic d'estats, el límit entre l'estat gasós i el líquid va des del punt triple al punt crític. El punt crític en un diagrama d'estats és a l'extrem de temperatura superior del límit líquid-gas

En termodinàmica, un punt crític (o estat crític) és el punt final d'una corba d'equilibri de fase. Un exemple és el punt crític líquid-vapor, el punt final de la corba pressió-temperatura que designa les condicions en què un líquid i el seu vapor poden coexistir. A temperatures més altes, el gas no es pot liquar només per pressió. En el punt crític, definit per una temperatura crítica Tc i una pressió crítica Pc, els límits de fase s'esvaeixen. Altres exemples inclouen els punts crítics líquid-líquid de les mescles i la transició ferroimant-paraimant (temperatura de Curie) en absència d'un camp magnètic extern.

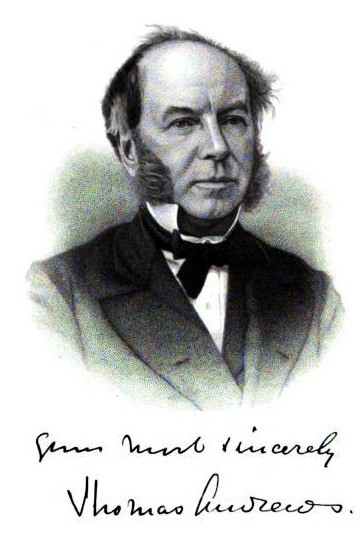
Thomas Andrews.

## Història
L'existència d'un punt crític fou descoberta per primera vegada pel físic francès Charles Cagniard de la Tour (1777-1859) el 1822 experimentant amb aigua, alcohol, èter i disulfur de carboni. L'anomenà etat particulier ‘estat particular’. El 1860 fou anomenat «temperatura absoluta d'ebullició» pel químic rus Dmitri I. Mendeleiev (1834-1907). El físic irlandès Thomas Andrews (1813-1885) el 1869 estudià la corba pressió-volum de la línia de coexistència líquid-vapor del diòxid de carboni i aclarí que un gas només es pot condensar a líquid, o un líquid evaporar-se a un gas, per sota de certs valors de temperatura i pressió: l'estat particulier de Cagniard de la Tour i que ell anomenà critical point ‘punt crític’. Més enllà d'aquest punt es troba la fase supercrítica, on desapareix la distinció entre líquid i vapor. Demostrà que el CO₂ es podria liquar a 31 °C a una pressió de 73 atm, però no a una temperatura lleugerament més alta, fins i tot sota pressions tan altes com 3 000 atm.

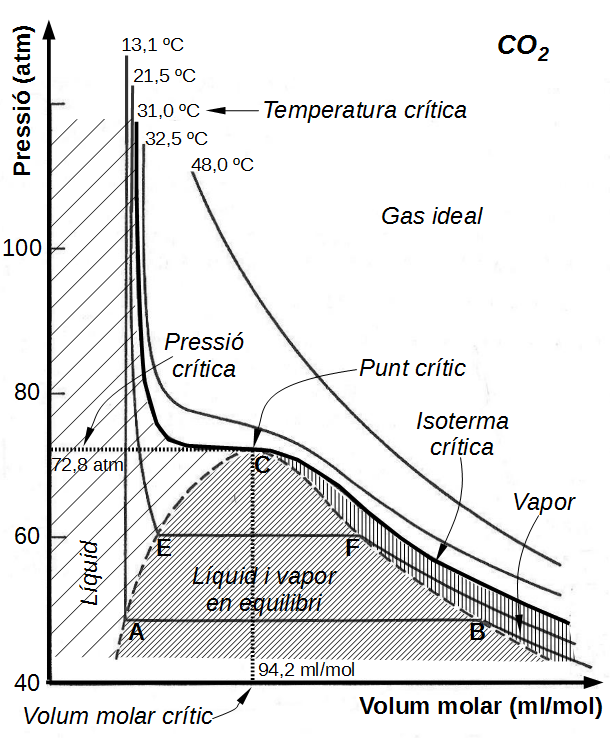
Isotermes d'Andrews del CO_{2}.

## Punt crític líquid-vapor
El punt crític vapor-líquid fou el primer punt crític que es descobrí, i encara és el més conegut i estudiat. En un diagrama PT esquemàtic d'una substància pura les fases conegudes habitualment, sòlid, líquid i vapor, estan separades per límits de fase, és a dir, combinacions pressió-temperatura on poden coexistir dues fases. En el punt triple, les tres fases poden coexistir. Tanmateix, el límit líquid-vapor acaba en un punt final a una temperatura crítica Tc i una pressió crítica Pc. Aquest és el punt crític. El de l'aigua es troba a uns 647 K (374 °C) i 22,064 MPa o 218 atm.
Als voltants del punt crític, les propietats físiques del líquid i del vapor canvien dràsticament, amb les dues fases encara més semblants. Per exemple, l'aigua líquida en condicions normals és gairebé incompressible, té un baix coeficient d'expansió tèrmica, té una elevada constant dielèctrica i és un excel·lent dissolvent per als electròlits. A prop del punt crític, totes aquestes propietats canvien exactament el contrari: l'aigua es torna compressible, expansible, un dielèctric pobre, un dissolvent dolent per als electròlits i es barreja més fàcilment amb gasos no polars i molècules orgàniques. En el punt crític, només existeix una fase. La calor de vaporització és zero.
Hi ha un punt d'inflexió estacionari a la línia de temperatura constant (isoterma crítica) en un diagrama PV. Això vol dir que en el punt crític es compleix que:
{\displaystyle \left({\frac {\partial P}{\partial V}}\right)_{T}=0,\quad \quad \left({\frac {\partial ^{2}P}{\partial V^{2}}}\right)_{T}=0}
Per sobre del punt crític hi ha un estat de la matèria que està contínuament connectat amb (es pot transformar sense transició de fase) tant a l'estat líquid com a l'estat gasós. S'anomena fluid supercrític. El coneixement comú dels llibres de text que tota distinció entre líquid i vapor desapareix més enllà del punt crític ha estat desafiat per Fisher i Widom, que van identificar una línia P–T que separa els estats amb diferents propietats estadístiques asimptòtiques (línia Fisher-Widom).
De vegades el punt crític no es manifesta en la majoria de propietats termodinàmiques o mecàniques, sinó que s'«amaga» i es revela en l'aparició d'homogeneïtats en els mòduls elàstics, canvis marcats en l'aspecte i propietats locals de les gotes no afins i un sobtat millora de la concentració de parells de defectes.

### Valors crítics i equació de van der Waals
En general, els gasos reals no segueixen l'equació d'estat dels gasos ideals o equació de Clapeyron-Mendeléiev:

(1){\displaystyle P\cdot V_{m}=R\cdot T}

ja que una representació de la pressió, {\textstyle P}, respecte del volum molar, {\textstyle V_{m}}, per a diferents temperatures, {\textstyle T} dona una família de corbes, anomenades isotermes, que no són hipèrboles equilàteres com tocaria si els gasos fossin ideals. Nogensmenys, a temperatures prou altes el gas té un comportament ideal, ja que les isotermes sí que tenen la forma d'hipèrboles equilàteres com correspon a un gas ideal. L'equació de van der Waals és una funció d'estat introduïda pel físic holandès Johannes Diderik van der Waals en la seva tesi doctoral l'any 1873, i fou la primera que intentà d'explicar les desviacions dels comportaments dels gasos respecte a la idealitat representada pel model de gas ideal. Per la formulació d'aquesta equació, van der Waals fou guardonat amb el Premi Nobel de Física el 1910. Té la forma:

{\displaystyle \left(P+{\frac {a}{V_{m}^{2}}}\right)\cdot \left(V_{m}-b\right)=R\cdot T}
on:

Isotermes del gas de van der Waals. A la zona on les isotermes experimentals donen una recta horitzontal, l'equació de van der Waals dona una doble corba. Només tenen sentit els punts que tallen la recta. La línia vermella és la isoterma crítica, amb punt crític K. Les línies discontínues representen parts d'isotermes prohibides ja que el gradient seria positiu, donant al gas d'aquesta regió una compressibilitat negativa.

- {\textstyle P}, és la pressió del gas contingut dintre d'un recipient.
- {\textstyle V_{m}}, és el volum molar, això és el volum {\textstyle V}del recipient que conté el gas dividit pel nombre de mols del gas, {\textstyle n}.
- {\textstyle T}, és la temperatura absoluta del gas.
- {\textstyle R}, és la constant dels gasos.
- {\displaystyle a}, és una constant que té en compte la cohesió entre les molècules deguda a les forces de van der Waals.
- {\displaystyle b} és una constant que té en compte el volum total de les molècules.

Des d'un punt de vista termodinàmic, aquestes constants, {\displaystyle a} i {\displaystyle b}, depenen de la pressió i el volum crítics de cada gas en particular. Tot i representar una gran millora envers l'equació del gas ideal, existeixen també desviacions respecte a aquesta, pel fet que les constants {\displaystyle a} i {\displaystyle b} depenen igualment de la temperatura.

A la figura hom pot observar una isoterma característica, representada en vermell, amb un característic punt d'inflexió, {\textstyle K}, amb tangent horitzontal que compleix les condicions:

(2){\displaystyle \left({\frac {\partial P}{\partial V}}\right)_{T}=0\quad \quad \quad \left({\frac {\partial ^{2}P}{\partial V^{2}}}\right)_{T}=0}

Aquesta isoterma és la isoterma crítica, la seva temperatura la temperatura crítica, i el punt {\textstyle K} el punt crític, el qual ve determinat per la pressió crítica i el volum molar crític. És una corba que divideix al gas en dues regions; per la part superior resten isotermes que es desvien poc de la idealitat o que són ideals, en aquesta zona el gas no pot liquar-se per molt que s'augmenti la pressió; al llarg de la isoterma crítica es pot passar sense brusquedats de l'estat gasós al líquid. A la zona inferior a la isoterma crítica hi ha diferents subzones: a l'esquerra dels punts {\textstyle F} el sistema es troba en estat líquid, i a la dreta dels punts {\textstyle G} en estat vapor; al mig coexisteixen el líquid i el vapor en equilibri. La diferència essencial entre un gas i un vapor és que el primer no es pot liquar augmentant la pressió i un vapor sí.

Aplicant les condicions a l'equació de van der Waals al punt crític {\textstyle K} s'obté que:

(3){\displaystyle \left({\frac {\partial P}{\partial V}}\right)_{T}=-{\frac {R\cdot T}{(V_{m,c}-b)^{2}}}+{\frac {2\cdot a}{V_{m,c}^{3}}}=0}

(4){\displaystyle \left({\frac {\partial ^{2}P}{\partial V^{2}}}\right)_{T}={\frac {2\cdot R\cdot T}{(V_{m,c}-b)^{3}}}-{\frac {6\cdot a}{V_{m,c}^{4}}}=0}

Si hom resol el sistema d'equacions anterior resulta la relació de les constants amb el volum molar crític i la pressió crítica:

(5){\displaystyle b={\frac {V_{m,c}}{3}}\quad \quad \quad a=3\cdot P_{c}\cdot V_{m,c}^{2}}

A causa de la dificultat de mesurar el volum molar crític de forma experimental, es poden posar els valors d'ambdues constants en funció de la temperatura crítica, la pressió crítica i la constant dels gasos, que es poden determinar experimentalment de forma més senzilla i precisa:

(5){\displaystyle b={\frac {R\cdot T_{c}}{8\cdot P_{c}}}\quad \quad \quad a={\frac {27\cdot R^{2}\cdot T_{c}^{2}}{64\cdot P_{c}}}}

El principi dels estats corresponents indica que les substàncies a pressions i temperatures reduïdes iguals tenen volums reduïts iguals. Aquesta relació és aproximadament certa per a moltes substàncies, però esdevé cada cop més inexacta per a grans valors de Pr.
Per a alguns gasos, hi ha un factor de correcció addicional, anomenat correcció de Newton, afegit a la temperatura crítica i la pressió crítica calculades d'aquesta manera. Aquests són valors derivats empíricament i varien amb el rang de pressió d'interès.

### Taula de temperatura i pressió crítica líquid-vapor per a les substàncies seleccionades

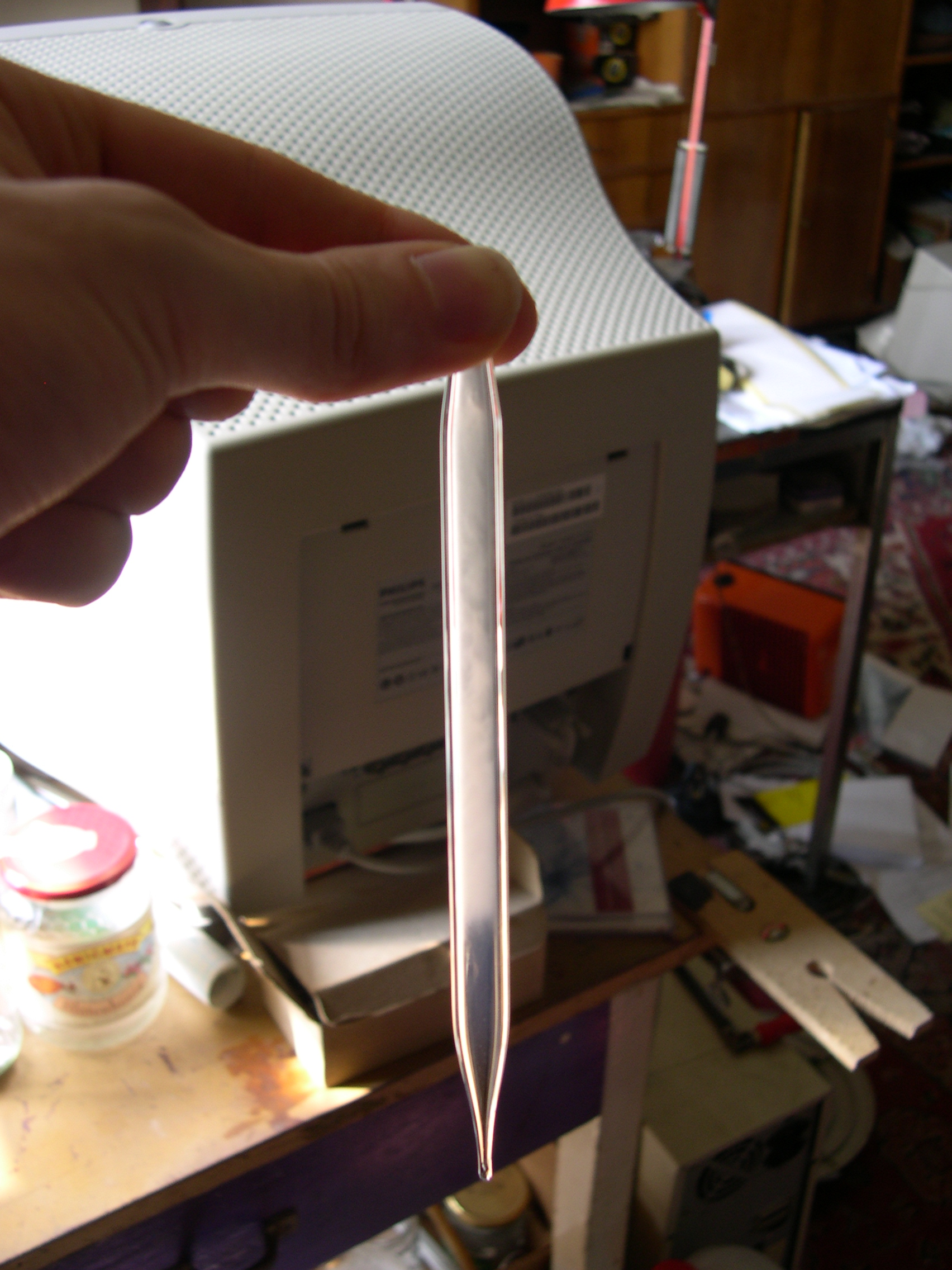
Diòxid de carboni crític que desprèn boira mentre es refreda de la temperatura supercrítica a la crítica.

| Substància               | Temperatura crítica | Pressió crítica (absoluta) |
| ------------------------ | ------------------- | -------------------------- |
| Argó                     | –122,4              | 48,1                       |
| Amoníac (NH₃)            | 132,4               | 111,3                      |
| R-134a                   | 101,06              | 40,06                      |
| R-410A                   | 72,8                | 47,08                      |
| Brom                     | 310,8               | 102                        |
| Cesi                     | 1 664,85            | 94                         |
| Clor                     | 143,8               | 76,0                       |
| Età (C₂H6)               | 31,17               | 48,077                     |
| Etanol (C₂H5OH)          | 241                 | 62,18                      |
| Fluor                    | –128,85             | 51,5                       |
| Heli                     | –267,96             | 2,24                       |
| Hidrogen (H2)            | –239,95             | 12,8                       |
| Criptó                   | –63,8               | 54,3                       |
| Metà (CH4)               | –82,3               | 45,79                      |
| Neó                      | –228,75             | 27,2                       |
| Nitrogen (N2)            | –146,9              | 33,5                       |
| Oxigen (O₂)              | –118,6              | 49,8                       |
| Diòxid de carboni (CO₂)  | 31,04               | 72,8                       |
| Òxid de dinitrogen (N₂O) | 36,4                | 71,5                       |
| Àcid sulfúric (H₂SO4)    | 654                 | 45,4                       |
| Xenó                     | 16,6                | 57,6                       |
| Liti                     | 2 950               | 652                        |
| Mercuri                  | 1 476,9             | 1 720                      |
| Sofre                    | 1 040,85            | 207                        |
| Ferro                    | 8 227               |                            |
| Or                       | 6 977               | 5 000                      |
| Alumini                  | 7 577               |                            |
| Aigua (H₂O)              | 373,946             | 217,7                      |

## Mescles: punt crític líquid-líquid

Un diagrama del comportament típic de la fase de la solució de polímer que inclou dos punts crítics: un LCST i un UCST

El punt crític líquid-líquid d'una solució, que es produeix a la temperatura crítica de la solució, es produeix al límit de la regió bifàsica del diagrama de fases. En altres paraules, és el punt en què un canvi infinitesimal en alguna variable termodinàmica (com la temperatura o la pressió) condueix a la separació de la mescla en dues fases líquides diferents, tal com es mostra al diagrama de fase polímer-solvent a la dreta. Dos tipus de punts crítics líquid-líquid són la temperatura crítica superior de la solució (UCST), que és el punt més calent en què el refredament indueix la separació de fases, i la temperatura crítica inferior de la solució (LCST), que és el punt més fred en què l'escalfament indueix la fase de separació.

### Definició matemàtica
Des d'un punt de vista teòric, el punt crític líquid-líquid representa l'extrem de temperatura-concentració de la corba espinodal (com es pot veure a la figura de la dreta). Així, el punt crític líquid-líquid en un sistema de dos components ha de complir dues condicions: la condició de la corba espinodal (la segona derivada de l'energia lliure respecte a la concentració ha de ser igual a zero) i la condició extrema (la tercera derivada). de l'energia lliure respecte a la concentració també ha de ser igual a zero o la derivada de la temperatura espinodal respecte a la concentració ha de ser igual a zero).